# Monegros Desert Festival
El Monegros Desert Festival és un festival de música electrònica que se celebrava a l'estepa dels Monegres, a la província d'Osca, entre les poblacions de Campdàsens i Fraga. Té lloc al mes de juliol de cada any i té una durada d'un dia. Això no obstant, el 7 de maig de 2015 s'acabà cancel·lant la seva darrera edició i, després de 8 anys, el festival tornà l'any 2022.
El festival està organitzat per la productora Enter Group, propietat de la família Arnau i amb seu a Barcelona, i se centra en oferir artistes de música electrònica com ara techno, house, drum and bass i schranz que triomfen a tot el món, i artistes de rap internacional.
El festival, que va començar com una reunió dels clients habituals de la discoteca Florida 135, es va celebrar per primera vegada el 1994 i actualment s'ha convertit en un dels esdeveniments més importants de la cultura electrònica europea. Amb una afluència mitjana en les edicions anteriors de 40.000 persones, és un esdeveniment positiu per a tota la regió incloent-hi ciutats com Lleida, Saragossa, Osca i d'altres poblacions del voltant, ja que les places d'hotel són reservades els dies de festival.